# Ernesto Sánchez Barba
Ernesto Sánchez Barba (n. Guadalajara, 1961) es el actual superior general de la Congregación de los Hermanos Maristas, fundada por San Marcelino Champagnat, desde el 3 de octubre de 2017.

## Biografía
Ernesto Sánchez Barba es natural de Guadalajara (Jalisco), donde nació el 21 de febrero de 1961, y es el noveno hijo de la familia de dieciséis que formaron sus padres Carlos y Juanis. Alumno marista de pre-primaria a preparatoria, ingresó al postulantado a los 17 años. 
Cursó la Normal Básica en el Escolasticado y después las Licenciatura en Ciencias Religiosas y en Matemáticas. Estudió en Roma la Licenciatura en Pastoral Vocacional y actualmente está terminando la Maestría en este campo. Participó del curso para formadores en Lyon, Francia. 
Ha sido profesor 4 años en primaria y 3 en secundaria, siendo a la vez formador en el Juniorado. Por 5 años perteneció al equipo provincial de pastoral vocacional y juvenil y dio clases en preparatoria. Por 4 años fue el director del Postulantado y a continuación fue llamado a la Administración general donde por 4 años fue secretario de las comisiones de Vida Religiosa y Pastoral Vocacional, y por 2 años director del Secretariado de Vocaciones. 
El 23 de diciembre de 2008 inició como provincial de México Occidental. Fue elegido consejero general en 3 de octubre de 2009. 
En el XXII capítulo general de los Hermanos Maristas , celebrado en Rionegro, Colombia, fue elegido como XIV superior general del Instituto Marista , el 3 de octubre de 2017.